# Bolbohamatum drescheri birmanicum
Bolbohamatum drescheri birmanicum es una subespecie de coleóptero de la familia Geotrupidae.

## Distribución geográfica
Habita en Birmania y Laos.